# Jozef Van Camp
Josephus Van Camp plus couramment appelé Jozef Jef Van Camp  est un footballeur belge né le 3 avril 1936 à Diest dans la province de Brabant en Belgique.
Attaquant prolifique (7 titres de meilleur buteur dont quatre de suite), il est un des piliers de l’équipe de sa ville natale qu’il contribue grandement à faire progresser depuis la 1re Provinciale jusqu’en « Division 1 » et en finale de la Coupe de Belgique.

## Carrière
Jef Van Camp s’inscrit dans un des clubs de sa ville natale, le FC Hooger-Op Diest (matricule 41) en 1946. Deux ans plus tard, ce cercle change son appellation et devient Diest FC. En 1952, Van Camp débute en équipe « Premières » alors que son club vient d’être reconnu « Société Royale » et d’adopter le nom  de K. FC Diest.
À cette époque, le matricule 41 est en 1re Provinciale Brabançonne où il est redescendu en 1947. Ses tentatives pour retrouver les séries nationales échouent de peu avec deux troisièmes places obtenues en 1950 et 1951. En 1953, les « Noirs et Blancs » évitent de peu la chute une division plus bas, mais en 1954, ils conquièrent le titre provincial avec quatre points d’avance sur Betekom. Van camp prend à son compte 33 des 70 buts diestois durant ce championnat. Les deux clubs montent en « Promotion » qui deux ans plutôt est devenue le 4e niveau hiérarchique nationale.
Van Camp se révèle un redoutable finisseur qui contribue à l’essor de son club. Deux ans après son retour en nationale, Diest est champion de sa série avec neuf points de mieux que son assez proche voisin d’Aarschot Sport. Le matricule 41 continue sur sa lancée et coiffe un an plus tard la couronne de « Division 3 ».
Pour leur grands débuts au 2e étage de la pyramide du football belge, Van Camp et Diest assurent leur maintien sur le fil, pour deux défaites concédées en moins que l’AS Ostende qui est reléguée en compagnie d’Uccle Sport.

### Accès à la Division 1
Lors des deux saisons suivantes, alors que son club remonte vers le milieu du tableau, Van Camp termine deux fois meilleur buteur de « D2 ». En 1961, alors que c’est leur équipier Julien Van Roosbroeck qui est meilleur buteur, Jef Van Camp et le « matricule 41 » sont champions et accède à « Division 1 ».
Van Camp joue quatre saisons parmi l’élite (91 rencontres, 31 buts) puis doit redescendre avec son club. Il preste encore trois saisons en «D2 » puis rejoint le Voorwaarts Tienen qui milite en « Promotion ». Le cercle évite la descente de peu en 1969, mais est renvoyé en 1re Provinciale en 1970.
Avec Diest, Van Camp joue les six rencontres de Coupe de Belgique 1963-1964 Il inscrit 5 des 17 buts du parcours de son équipe, dont le 2e de la finale perdue contre La Gantoise, après prolongation, après avoir mené 0-2.

### Seconde carrière en séries provinciales
Après une saison au St-Jan Diest, Van Camp signe pour trois saisons au SV Heist en 2e Provinciale anversoise avec lequel il décroche de belles 3e puis 4e place, mais est seulement 11e en 1974, mais il se console avec son 7e titre de meilleur buteur (28 buts) ! En 1995, le K. SV Heist fusionne avec son voisin du K. FC Heist Sportief pour former le K. SK Heist.
Jozef Van Camp met un terme à son parcours de joueur, à l’âge de 41 ans, après trois saisons au Theuma Diest, une équipe corporative de la société du même nom.

## Palmarès
- Finaliste de la Coupe de Belgique : 1964  (K. FC Diest), 1 but en Finale.
- Champion de « Division 2 » : 1961 (K. FC Diest)
- Champion de « Division 3 » : 1957 (KFC Diest)
- Champion de « Promotion » (D4) : 1956 (K. FC Diest)
- Champion de 1re Provinciale Brabant : 1954 (K. FC Diest)

### Individuel
- Meilleur buteur de « Division 2 » : 1959 (K. FC Diest - 33 buts) ; 1960 (K. FC Diest - 19 buts)
- Meilleur buteur de sa série de « Division 3 » : 1957 (K. FC Diest - 41 buts)
- Meilleur buteur de sa série de « Promotion » : 1955 (K. FC Diest - 31 buts) et 1956 (K. FC Diest - 36 buts)
- Meilleur buteur de « 1re Provinciale » : 1954 (K. FC Diest - 33 buts)
- Meilleur buteur de sa série de « 2e Provinciale » : 1974 (SV Heist -  28 buts)